# Béla
Béla – węgierskie imię utożsamiane z Adalbertem, poza Węgrami pisane czasem jako Bela. Imieniny obchodzi na Węgrzech w dniu 23 kwietnia, poza – 3 maja.

## Znane osoby

### Królowie z dynastii Arpadów
(imię spolszczone na Bela)
- Bela I – król Węgier
- Bela II Ślepy – król Węgier
- Bela III – król Węgier
- Bela IV – król Węgier

### Inni
- Béla Balázs
- Béla Bartók – muzyk
- Béla Bollobás – matematyk
- Béla Harkányi – astrofizyk
- Béla Fleck – muzyk (banjo)
- Béla Kun – komunista

### Bela
- Béla Lugosi – aktor
- Bela B. – niemiecki muzyk punkrockowy